# Miyamoto Musashi

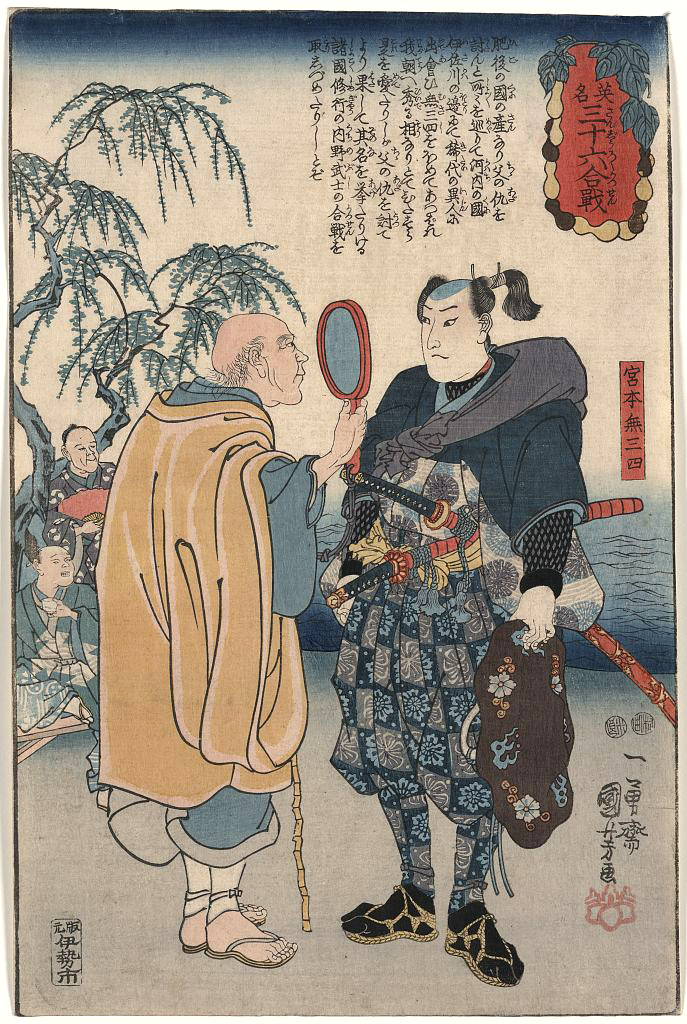
Miyamoto Musashi

Miyamoto Musashi (n. 1584, Harima Province⁠(d), San'yōdō⁠(d), Japonia – d. 5 iunie 1645, Reigandō⁠(d), Prefectura Kumamoto, Japonia), cunoscut și sub numele Shinmen Takezō, Miyamoto Bennosuke, sau sub numele budist Niten Dōraku, a fost un spadasin japonez faimos pentru duelurile sale și stilul său distinctiv de a lupta cu două săbii. Este fondatorul stilului Hyōhō Niten Ichi-ryū (sau Niten-ryū) și autorul cărții „Gorin no Sho” („Cartea celor cinci cercuri - Pământul, Apa, Focul, Vântul și Vidul”).
De asemenea este cunoscut din romanul numit Musashi scris de Eiji Yoshikawa.